# گردهمایی سبز

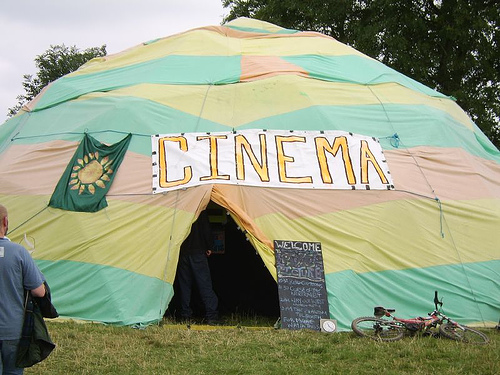
چادر سینما در گردهمایی بزرگ سبز ۲۰۰۶

گردهمایی سبز، که قبلاً با نام گردهمایی بزرگ سبز شناخته می‌شد، جشنواره‌ای با محوریت محیط زیست و عدالت اجتماعی است که شامل کارگاه‌ها و گفتگوهایی در مورد کشاورزی پایدار، سیاست، بوم‌شناسی و صنایع دستی و همچنین هنر، موسیقی زنده و اجراهای دکلمه می‌شود. اولین گردهمایی بزرگ سبز در سال ۱۹۹۴ برگزار شد و این جشنواره در حال حاضر در چپستاو، مونموت‌شر برگزار می‌شود، اگرچه قبلاً در مکان‌های مختلفی در شهرستان سامرست و ویلتشایر، انگلستان برگزار شده است.

## تاریخچه
این رویداد از منطقه گرین فیلدز گلاستونبری سرچشمه گرفت. و به نوبه خود، «مزارع سبز» در جشنواره گلاستونبری از مجموعه‌ای از گردهمایی‌های سبز قبلی که از اواخر دهه ۱۹۷۰ تا ۱۹۸۳ در دو مکان در سامرست برگزار می‌شد، تکامل یافته بود که برخی از آنها رسماً با حزب اکولوژی مرتبط بودند، همان‌طور که در آن زمان حزب سبز بریتانیا نامگذاری شده بود.

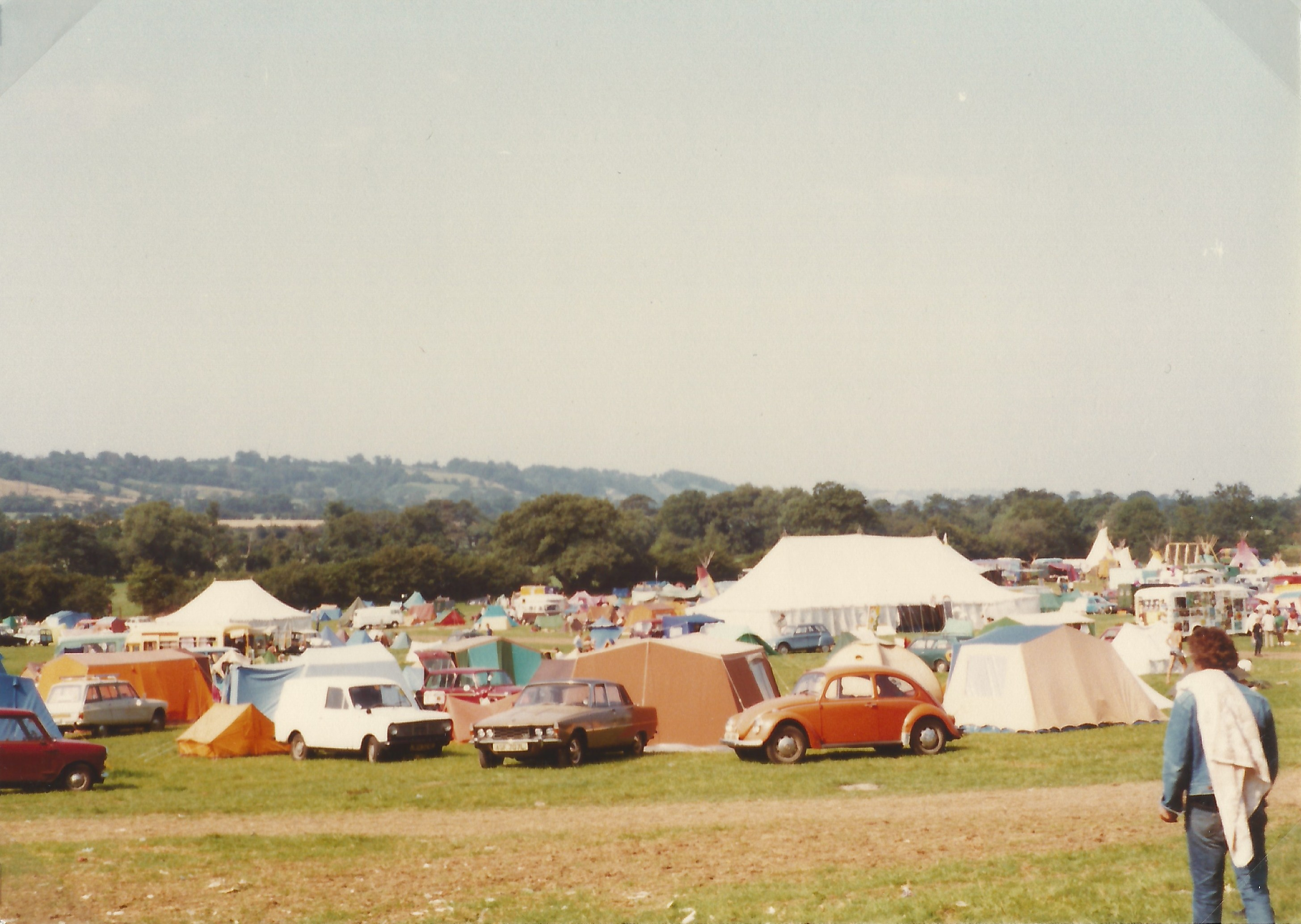
اردوگاه در گردهمایی سبز، پیلتون، خیابان گلاستونبری، ۲۹-۷-۱۹۸۲

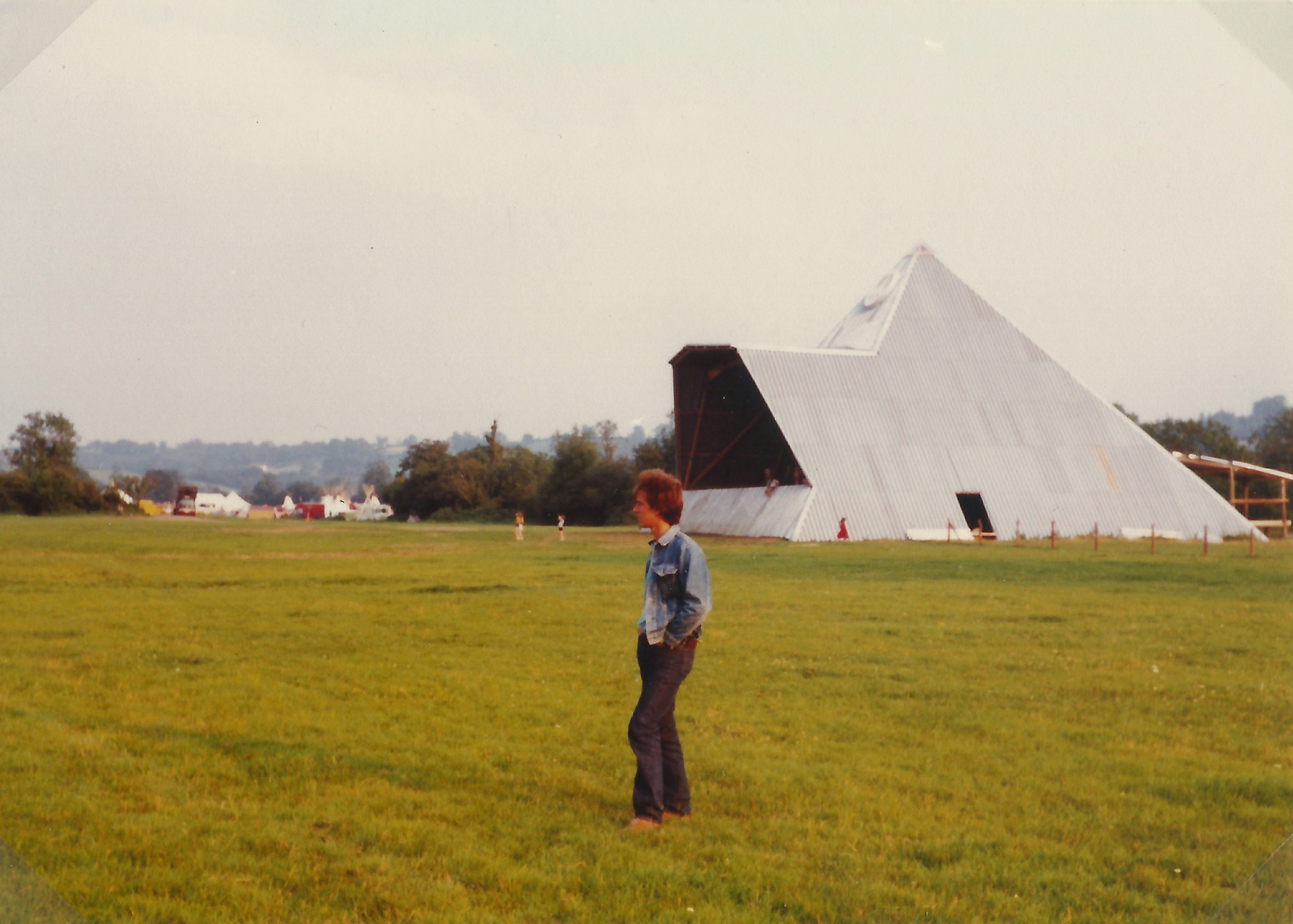
صحنه هرمی در ورثی فارم، پیلتون، در جریان گردهمایی سبز، ۲۷-۷-۱۹۸۲

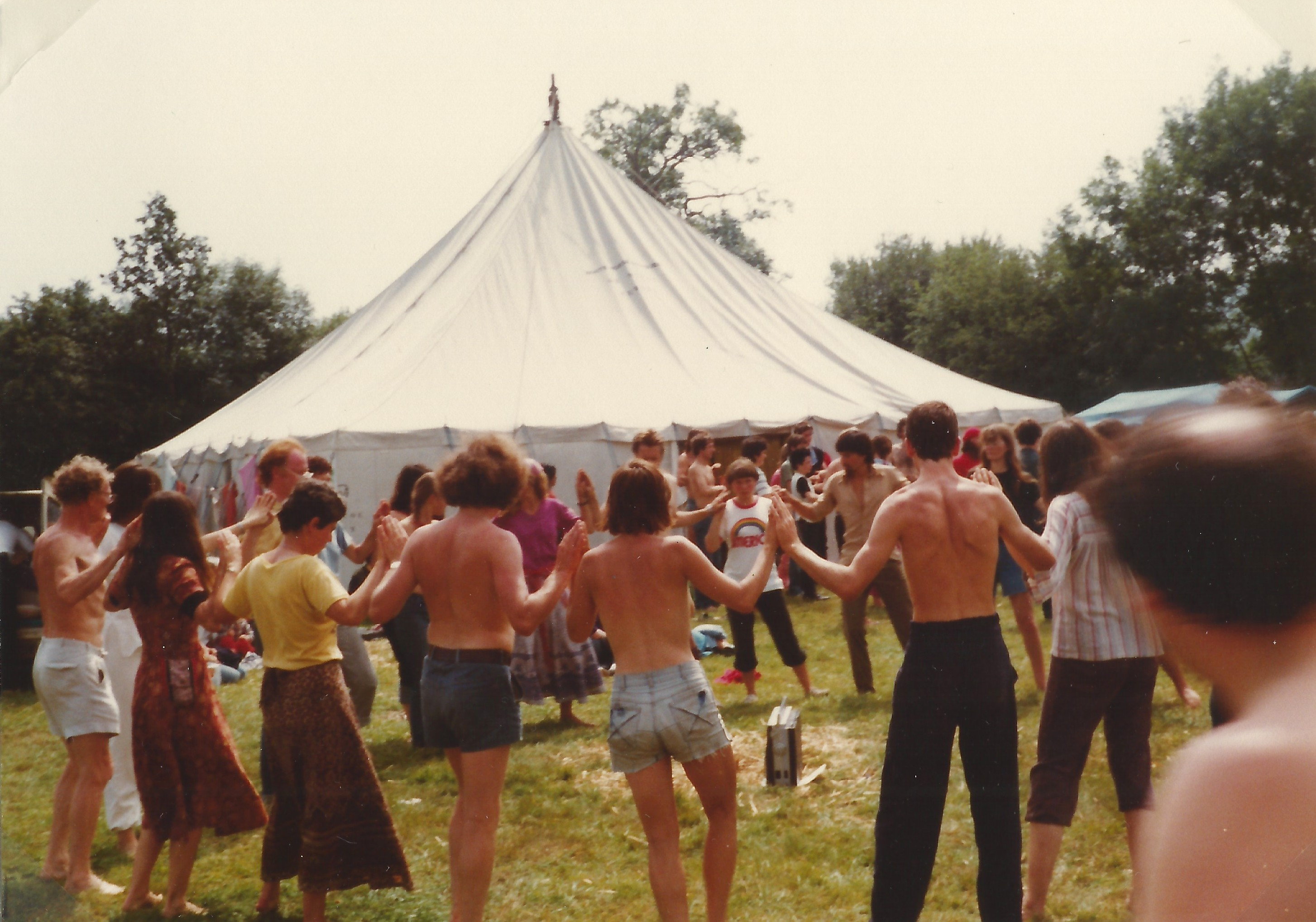
رقص با جامعه فایندهورن در گردهمایی سبز، ۳۱-۰۷-۱۹۸۲

اولین گردهمایی بزرگ سبز در سال ۱۹۹۴ در واچفیلد، شمال شرقی سوئیندون برگزار شد. در سال ۱۹۹۵، این رویداد به مکانی در مزرعه لاور پرت‌وود، حدود ۱۰ کیلومتر، منتقل شد. مایل (۱۶ کیلومتر) در جنوب وارمینستر، در ویلتشایر، و این رویداد در همان مکان در سال‌های ۱۹۹۶، ۱۹۹۷، ۱۹۹۸ و ۲۰۰۰ تکرار شد. گردهمایی سبز بعدی در سال ۲۰۰۲ در مزرعه وینچستر در سامرست لولز در چدار، سامرست برگزار شد. در سال‌های ۲۰۰۳، ۲۰۰۵، ۲۰۰۶ و ۲۰۰۷، در مزرعه فرنهیل، زمینی به مساحت ۱۶۰ هکتار (۶۵) برگزار شد. هکتار) در تپه‌های مندیپ که می‌تواند تا ۲۰٬۰۰۰ بازدیدکننده را در خود جای دهد. در سال ۲۰۰۸ هیچ جشنواره‌ای برگزار نشد.
در سال ۲۰۰۹ قرار بود این جشنواره از ۲۹ ژوئیه تا ۲ اوت به مزرعه فرنهیل بازگردد. شورای شهر مندیپ در پایان ماه ژوئن مجوز صادر کرد. به گفته گاردین: «در ۲۳ ژوئیه، برگزارکنندگان ناگهان با فهرستی از خواسته‌ها مواجه شدند که معتقد بودند قبلاً آنها را برآورده کرده‌اند.» دو روز قبل از افتتاح، برگزارکنندگان مجوز برگزاری این رویداد را پس از تهدید به طرح دعوی در دیوان عالی دادگستری توسط شورای منطقه مندیپ، با حمایت پلیس آون و سامرست، لغو کردند. گاردین اظهار داشت: «مدیران جشنواره، پلیس را به اتخاذ تصمیمی با انگیزه سیاسی برای تعطیلی جشنواره متهم کردند…» و به نقل از پلیس گفتند: «برگزارکنندگان داوطلبانه مجوز خود را واگذار کردند… بنابراین تصمیم آنها برای لغو بود، نه ما.» مقاله گاردین همچنین بیان کرد: «گردهمایی بزرگ سبز… از سال ۱۹۹۴ بدون شکایت در مورد امنیت عمومی یا جرم و جنایت به شکل فعلی خود در حال برگزاری است.» برگزارکنندگان توانستند بلیط‌ها را با هم عوض کنند اما نتوانستند وجه بلیط‌ها را به همه دارندگان بلیط برگردانند.
این رویداد در سال ۲۰۱۱ با نام «گردهمایی سبز» در پارک پیرسفیلد، نزدیک چپستو در دره وای، دوباره آغاز به کار کرد و از آن زمان تاکنون سالانه در آنجا برگزار می‌شود.
در مراسم اهدای جوایز جشنواره بریتانیا در سال ۲۰۱۷، گردهمایی سبز به دلیل تعهد برجسته در کاهش تأثیرات زیست‌محیطی و ایجاد تأثیر مثبت اجتماعی، مفتخر به دریافت برترین جایزه رویدادهای سبز بریتانیا - جایزه جشنواره سبزتر - شد. جوایز ملی و بین‌المللی بیشتری در سال‌های ۲۰۱۸ و ۲۰۱۹ به دست آمد.

## رویدادها
گردهمایی سبز توسط برگزارکنندگانش به عنوان «جشنواره‌ای فراتر از لذت‌گرایی - مکانی برای جشن گرفتن، سپس بیدار شدن صبح روز بعد و درست کردن دنیا با دوستان جدیدتان از شب قبل» توصیف شده است.
در سال ۲۰۱۵، مجله نقد و بررسی جشنواره‌های الکترونیکی، گردهمایی سبز را به عنوان «یک جشنواره مدرن الهام‌بخش با حال و هوای قدیمی و با طراوت» توصیف کرد.
بسیاری از گروه‌های محیط زیستی و عدالت اجتماعی مانند گرین‌پیس، گرین و بلک کراس (در نوامبر ۲۰۱۰ برای ارائه حمایت قانونی از اعتراضات علیه موج کاهش شدید بودجه دولت تأسیس شد)، آشپزخانه جامعه پناهندگان و ریکال د پاور (ریکال د پاور یک شبکه اقدام مستقیم مستقر در بریتانیا است که برای عدالت اجتماعی، زیست‌محیطی و اقتصادی مبارزه می‌کند) در این جشنواره حضور داشته‌اند. این گردهمایی در زمینه انرژی‌های تجدیدپذیر پیشگام بوده و هر گردهمایی با باد، خورشید و نیروی انسانی کار می‌کند.
بین سال‌های ۲۰۱۱ تا ۲۰۱۹، مالی اسکات کاتو، نماینده پارلمان اروپا از حزب سبز و اقتصاددان، بارونس جنی جونز، ناتالی بنت، رهبر حزب سبز و کارولین لوکاس، نماینده پارلمان از حزب سبز، این لایحه را در انجمن سخنرانان جشنواره با اوا جاسیویچ، فعال رادیکال، راب ایوانز، روزنامه‌نگار گاردین، اعضای گروه رادیکال روتس، هکتور کریستی، فعال ضد محصولات تراریخته و سایمون فیرلی، سردبیر مجله لند و بسیاری دیگر به اشتراک گذاشتند.
در سایت جشنواره چندین بخش مجزا وجود دارد از جمله:
- منطقه پرماکالچر
- بخش صنایع دستی
- میدان کمپین‌ها
- روستای کم تأثیر
- میدان شفا
- بازارهای اخلاقی
- کمپینگ با کمک
- یک منطقه وسیع برای کودکان

اگرچه گردهمایی سبز در درجه اول یک جشنواره موسیقی نیست، اما موسیقی زنده در چندین صحنه و مکان کوچک اجرا می‌شود. از جمله اجراکنندگان گذشته می‌توان به ۳ دفت مانکیز، بانکو د گایا، نیک ترنر، مارتا تیلستون، رادیکال دنس فکشن، سیز دی دی و ترنس گلوبال آندرگراند اشاره کرد.